# Mollinedia oaxacana
Mollinedia oaxacana är en tvåhjärtbladig växtart som beskrevs av D.H. Lorence. Mollinedia oaxacana ingår i släktet Mollinedia och familjen Monimiaceae. Inga underarter finns listade i Catalogue of Life.